# Jānis Šmēdiņš
Jānis Šmēdiņš (Kuldīga, URSS, 31 de julio de 1987) es un deportista letón que compite en voleibol, en la modalidad de playa.
Participó en dos Juegos Olímpicos de Verano, en los años 2012 y 2016, obteniendo una medalla de bronce en Londres 2012 (haciendo pareja con Mārtiņš Pļaviņš). Ganó seis medallas en el Campeonato Europeo de Vóley Playa entre los años 2010 y 2018.

## Palmarés internacional
| Juegos Olímpicos   | Juegos Olímpicos           | Juegos Olímpicos  | Juegos Olímpicos     |
| Año                | Lugar                      | Medalla           | Pareja               |
| ------------------ | -------------------------- | ----------------- | -------------------- |
| 2012               | Londres (Reino Unido)      | Medalla de bronce | Mārtiņš Pļaviņš      |
| Campeonato Europeo |                            |                   |                      |
| Año                | Lugar                      | Medalla           | Pareja               |
| 2010               | Berlín (Alemania)          | Medalla de bronce | Mārtiņš Pļaviņš      |
| 2013               | Klagenfurt (Austria)       | Medalla de plata  | Aleksandrs Samoilovs |
| 2014               | Quartu Sant'Elena (Italia) | Medalla de plata  | Aleksandrs Samoilovs |
| 2015               | Klagenfurt (Austria)       | Medalla de oro    | Aleksandrs Samoilovs |
| 2017               | Jūrmala (Letonia)          | Medalla de plata  | Aleksandrs Samoilovs |
| 2018               | La Haya (Países Bajos)     | Medalla de plata  | Aleksandrs Samoilovs |